# 내 아내여
"내 아내여"는 1971년 공개된 대한민국의 영화이다.

## 배역
- 최무룡
- 신영균
- 윤정희
- 김희라
- 이낙훈
- 이예성
- 박병기
- 조덕성
- 이영호
- 김기범
- 임성포
- 최재호
- 석일수
- 유일수
- 채연수
- 조학자
- 석귀녀